# Nowa Wieś (Nowa Huta)
Nowa Wieś – obszar Krakowa wchodzący w skład Dzielnicy XVIII Nowa Huta. Leży w pobliżu Wyciąża. Do 1973 roku Nowa Wieś istniała jako samodzielna wieś.